# Aglais
Aglais é um gênero holártico de borboletas ninfalídeos. Às vezes, esse gênero é indicado como um subgênero de Nymphalis ou simplesmente como uma divisão desnecessária do gênero Nymphalis, que também inclui as borboletas-tartaruga, mas geralmente é considerado separado.

## Espécies
| Larva | Borboleta | Nome científico                     | Nome comum                  | Distribuição |
| ----- | --------- | ----------------------------------- | --------------------------- | --- |
|       |           | Aglais ichnusa Bonelli, 1826        |                             | Córsega e Sardenha. |
|       |           | Aglais io (Linnaeus, 1758)          | Borboleta-pavão             | Europa e Ásia temperada, até o leste do Japão.                                                                                     |
|       |           | Aglais caschmirensis (Kollar, 1844) |                             | Himalaia, da Caxemira a Siquim, Cordilheira Gissar a Darvaz, da cordilheiras Pamir a Alai, Afeganistão, Paquistão, Oeste da China. |
|       |           | Aglais ladakensis (Moore, 1882)     |                             | Cordilheiras do norte do Himalaia, Ladakh, Tibete, Chitral; Nilang Pass além de Mussoorie; Siquim, vale Chumbi.                    |
|       |           | Aglais milberti (Godart, 1819)      |                             | Canadá e Alasca, oeste dos Estados Unidos.                                                                                         |
|       |           | Aglais rizana (Moore, 1872)         |                             | Cordilheiras Pamir a Alai, Afeganistão, noroeste do Himalaia.                                                                      |
|       |           | Aglais urticae (Linnaeus, 1758)     | borboleta-tartaruga-pequena | Europa, Ásia Menor, Ásia Central, Sibéria, China, Nepal, Siquim, Paquistão, norte da Índia, Mongólia, Coreia e Japão.              |